# Episodi di Siska (sesta stagione)
| nº | Titolo originale           | Titolo italiano     | Prima TV Germania | Prima TV Italia |
| -- | -------------------------- | ------------------- | ----------------- | --------------- |
| 1  | Der Brief aus Rio          | Una lettera da Rio  | 2003              |                 |
| 2  | Tödliche Begegnung         | Il tranello         | 2003              |                 |
| 3  | Tödliches Spiel            | L'amante            | 2003              |                 |
| 4  | Der verbrannte Mann        | Una vita nell'ombra | 2003              |                 |
| 5  | Russenmusik                | L'idolo             | 2003              |                 |
| 6  | Am Ende aller Lügen        | Amiche nemiche      | 2003              |                 |
| 7  | In letzter Minute          | Legittima difesa    | 2003              |                 |
| 8  | Feinde sind zum Sterben da | Occhio per occhio   | 2003              |                 |